# Paratrygon ajereba
La raya disco (Paratrygon ajereba) es una especie de pez de la familia de los potamotrigónidos. Es la única especie del género. Paratrygon.

## Descripción
Las hembras alcanzan los 78 cm de largo; los machos, los 80.

## Reproducción
La hembra tiene dos crías en cada gestación, que dura unos 9 meses.
Puede parir hasta 13 crías al año.

## Alimentación
Se alimenta de insectos, peces y crustáceos.

## Hábitat
Es una especie de agua dulce, demersal y de clima tropical.

## Distribución
Su área de distribución se extiende por América del Sur, y comprende, entre otras, estas zonas:
- Cuenca del Orinoco

- Cuenca del Amazonas: ríos Ucayali, Solimões, Amazonas, Negro y Branco; también el Madeira y sus afluentes de Bolivia.

- Río Tocantins.

Además de hallarse en el Brasil, en Venezuela, en Colombia, en Bolivia y en el Perú, esta especie se halla también en Ecuador.

## Estado de conservación
No se tienen suficientes datos sobre su estado de conservación. Sí parece que las principales amenazas son la degradación de su hábitat, la persecución de que es objeto en las zonas turísticas como medida contra las posibles heridas que pudiera ocasionar (aunque en principio es inofensiva para el ser humano) y las capturas, en principio accidentales, con las redes de arrastre que se emplean en los ríos Amazonas y Solimões. En el territorio brasileño, la exportación de esta pastinaca es ilegal, pero no es así en el Perú ni en Colombia.